# 马东河畔班维尔
馬東河畔班维尔（法語：Bainville-sur-Madon，法語發音：[bɛ̃vil syʁ madɔ̃]）是法国默尔特-摩泽尔省的一个市镇，位于该省南部，属于南锡区。

## 地理
马东河畔班维尔（48°35'14"N, 6°5'40"E）面积5.88 平方千米，位于法国大東部大區默尔特-摩泽尔省，该省份为法国东北部内陆省份，是洛林的一部分，北邻比利时、卢森堡，北起顺时针与摩泽尔省、下莱茵省、孚日省和默兹省接壤。
与马东河畔班维尔接壤的市镇（或旧市镇、城区）包括：弗罗卢瓦、迈济耶尔、梅雷维尔、蓬圣樊尚、克瑟耶。

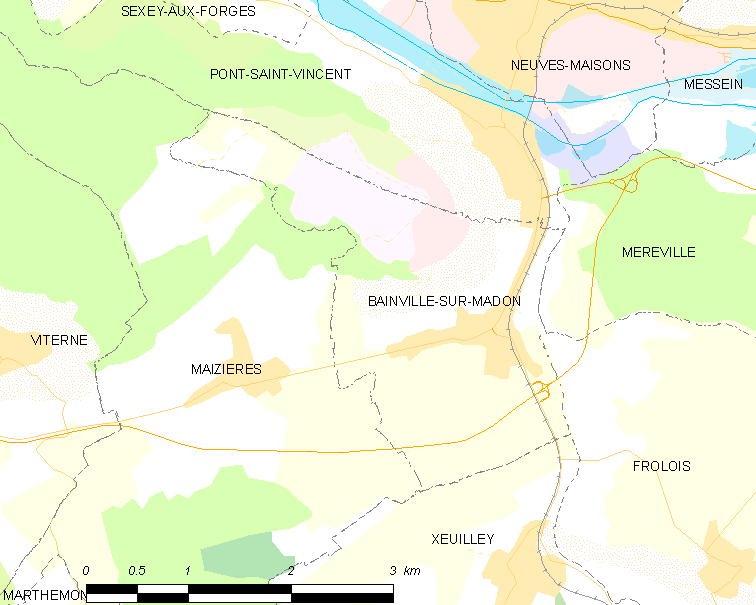
马东河畔班维尔的OSM定位图

马东河畔班维尔的时区为UTC+01:00、UTC+02:00（夏令时）。

## 行政
马东河畔班维尔的邮政编码为54550，INSEE市镇编码为54043。

## 政治
马东河畔班维尔所属的省级选区为讷沃迈松县。

## 人口

1962-2008年间马东河畔班维尔人口变化图示

马东河畔班维尔于2022年1月1日时的人口数量为1443人。